# Radio Mülheim
Radio Mülheim ist das Lokalradio für Mülheim an der Ruhr und hat seinen Sendebetrieb am 6. August 2007 aufgenommen. Der Sender ist aus Antenne Ruhr, dem gemeinsamen Lokalsender für Oberhausen und Mülheim an der Ruhr, hervorgegangen. Die Sendelizenz wurde von der Landesanstalt für Medien Nordrhein-Westfalen erteilt. Chefredakteur ist Olaf Sandhöfer-Daniel.

## Geschichte
Radio Mülheim ging am 6. August 2007 aus dem bisherigen Sender Antenne Ruhr hervor. Dieser wurde zu jenem Datum in die zwei neuen Sender 92.9 Radio Mülheim und 106.2 Radio Oberhausen aufgeteilt.

## Programm
An Wochentagen sendet Radio Mülheim vier Stunden Lokalprogramm, bestehend aus der Morningshow „Am Morgen“ von 6 bis 10 Uhr. Am Wochenende wird seit einigen Jahren, kein lokales Programm mehr gesendet.
Im Rahmen der gesetzlichen Bestimmungen sendet Radio Mülheim auch Bürgerfunk. Diesen gibt es Wochentags und Samstag von 21 bis 22 Uhr sowie sonntags von 19 bis 20 Uhr. Die restliche Zeit läuft das Programm das Rahmenprogrammanbieters radio NRW. Zur vollen Stunde werden auch dessen Weltnachrichten übernommen.

## Moderatoren
„Dein Radio Mülheim am Morgen“ – Moderatorin ist Insa Löll. Vertretungen übernehmen in der Regel Lina Heitmann und Lena Schweickhardt.
Die lokale Sendung „Am Nachmittag“ wird moderiert von Kevin Mosterts. Vertretungen werden auch hier von Lina Heitmann oder Lena Schweickhardt übernommen.
Die Lokalnachrichten (Nur in der Radio Mülheim App) werden moderiert von Stefan Merten.
Chefredakteur ist Olaf Sandhöfer-Daniel.

## Reichweite
Gemäß der Reichweitenanalyse E.M.A. NRW 2025 I erzielte Radio Mülheim beim Wert „Hörer gestern“ (Montag bis Freitag) eine Quote von 20 %. Demnach schalten täglich 29.000 Hörer ihr Lokalradio für Mülheim ein.
In der sogenannten Kernzielgruppe der Hörer zwischen 14 und 49 Jahren erreicht der Sender 25 %, das sind über 16.000 Personen. In der Zielgruppe 14+ erreicht Radio Mülheim mit diesem Ergebnis einen Marktanteil von 17 %.
Die durchschnittliche Stundenreichweite über den ganzen Tag (Montag – Freitag) beträgt 4 %, damit schalten pro Stunde ca. 6.000 Menschen ein. Die Verweildauer im Programm (durchschnittliche Hördauer in Minuten) liegt werktags bei 111 Minuten.
Die meisten Hörer erreicht „Dein Radio Mülheim am Morgen“ mit Insa Löll zwischen 6.00 und 10.00 Uhr.

## Unternehmen
An Radio Mülheim sind der Zeitungsverlag Niederrhein (89,4 Prozent Funke Mediengruppe und 10,6 Prozent Rheinisch-Westfälische Verlagsgesellschaft) mit 75 Prozent, Peter Fiele mit 24,88 Prozent, die Beteiligungsholding Mülheim an der Ruhr mit 0,08 Prozent und die Stadt Oberhausen mit 0,08 Prozent beteiligt. Vermarktungsaufgaben im Bereich Radio-Werbung wurden an Westfunk ausgelagert.

## Empfang
Empfangen kann man Radio Mülheim über UKW vom Sendemast in Mülheim-Saarn auf 92,9 MHz, im Mülheimer Kabelnetz (102,65 MHz) sowie weltweit via Livestream im Internet.
Außerdem ist Radio Mülheim per Text- oder Sprachnachricht auch über Whatsapp zu erreichen.